# Onthophagus pilosus
Onthophagus pilosus é uma espécie de inseto do género Onthophagus, família Scarabaeidae, ordem Coleoptera.
Foi descrita cientificamente por Fahraeus em 1857.